# 獅市袁家大院
獅市袁家大院位於四川省自貢市富順縣，文物遺址年代判定為清。2012年7月16日公佈為第八批四川省文物保護單位。

## 簡介[2]
獅市袁家大院位於四川省自貢市富順縣獅市鎮油坊坡街16至18號，坐北向南，建於清代末年，房屋占地面積427平方公尺，建築面積227平方公尺。整個大院由前院、門樓、後院組成。前院為懸山式屋頂，穿斗式結構小青瓦屋面，面闊三間，進深一開間，前院中部有一天井。大門山牆建造在1.7公尺的九級臺階上，三重簷，歇山式，保存完整，山牆上部上浮雕泥塑蝙蝠、鳳凰、雄獅、花飾等圖案，雕刻工藝精湛，門牆左右側為歇山頂圍牆，保存完整。後院有正房、左右廂房和天井，正房面闊五開間，進深一開間，其中，右廂房保留隔牆和天井，廂房均為三開間，進深一開間，整體佈局基本完整。獅市袁家大院特別是大門山牆保存完整，雕刻精美，具有較高的歷史、藝術、科學價值。2008年，獅市袁家大院被富順縣人民政府公佈為縣級文物保護單位；2009年，獅市袁家大院被自貢市人民政府公佈為市級文物保護單位。